# Boršt, Brežice
Boršt este o localitate din comuna Brežice, Slovenia, cu o populație de 131 de locuitori.